# Metod Dolenc
Metod Dolenc, slovenski pravnik, sodnik in pedagog, * 19. december 1875, Slap pri Vipavi, † 10. oktober 1941, Ljubljana.
Metod Dolenc se je rodil v družini ravnatelja kmetijske šole Riharda Dolenca. Osnovno šolo je obiskoval na Slapu pri Vipavi in Ljubljani, gimnazijo pa v Ljubljani in Novem mestu, kjer je 1893 maturiral.
Po odsluženem vojaškem letu na Dunaju je tam diplomiral na pravni fakulteti (1898) in prav tam 1899 tudi doktoriral. Leta 1898 je vstopil v sodno prakso pri sodišču v Novem mestu, postal tam sodni adjunkt (1900), bil v predsedstvu višjega deželnega sodišča v Gradcu (od 1905) in okrajni sodnik v Gradcu (od 1909). Med 1. svetovno vojno je bil vojaški sodnik v Rusiji, Rumuniji in Italiji. Leta 1917 je postal deželni sodni svetnik v Gradcu, bil 1918 prideljen višjemu deželnemu sodišču v Ljubljani, postal 1919 višjesodni svetnik in postal marca 1920 redni profesor za kazensko pravo in kazenski pravdni red na PF v Ljubljani, na tem mestu je ostal do leta 1941. Večkrat je bil dekan PF v Ljubljani (1921/1922, 1925/1926 in 1935/1936) in rektor Univerze v Ljubljani (1929/1930). Od 1928 je bil dopisni član JAZU v Zagrebu, po ustanovitvi SAZU pa med njenimi prvimi rednimi člani. Bil je tudi član Akademije za nemško pravo v Münchnu.